# Anthony Johnson Jr.
Anthony Johnson Jr. (San Petersburgo, Florida, 2 de diciembre de 1999) es un jugador profesional estadounidense de fútbol americano, se desempeña en la posición de safety en Green Bay Packers, en la National Football League (NFL).

## Carrera
Fue seleccionado en la Reunión Anual de Selección de Jugadores de la NFL de 2023. Hizo su debut profesional con el equipo Green Bay Packers, lleva jugando una temporada.